# Mate Ghwinianidze
Mate Ghwinianidze, gruz. მათე ღვინიანიძე (ur. 10 grudnia 1986 w Tbilisi, Gruzińska SRR) – gruziński piłkarz, grający na pozycji napastnika, reprezentant Gruzji.

## Kariera piłkarska

### Kariera klubowa
Wychowanek Dinamo Tbilisi, w barwach którego rozpoczął karierę piłkarską. Występował w drużynie rezerwowej. Potem występował w drużynie rezerwowej rosyjskiego Lokomotiwu Moskwa, a latem 2006 przeszedł do niemieckiego TSV 1860 Monachium. W lutym 2011 podpisał 3,5-letni kontrakt z ukraińskim PFK Sewastopol. Po rozformowaniu klubu w maju 2014 opuścił Krym.

### Kariera reprezentacyjna
Od 2006 występował w reprezentacji Gruzji. Łącznie rozegrał 9 gier reprezentacyjnych. Wcześniej bronił barw młodzieżowej reprezentacji.